# 사용자 중심 설계
사용자 중심 설계 (使用者中設計, User Centered Design, UCD)는 사용자가 원하고 필요로 하는 것에 대해 사용자의 한계 능력과 상황에 맞추어 디자인 프로세스를 통해 사용자를 중심으로 사고하여 만들어 내는 인터페이스, 서비스, 제품 디자인의 철학적 접근 방법이자 디자인 사상이다. 디자인의 각 단계에서 인간을 중심으로 하는 집중적인 관심과 연구가 이루어지며 최종적 단계에서의 결과물인 디자인은 인간 사용자의 편의와 복지의 실현에 초점을 맞추게 된다. 이를 위해 각 단계의 디자인 문제 해결과정에서 디자이너는 사용자가 어떻게 사용하고 있고 어떻게 사용하게 될지에 대한 분석과 예상을 하는 디자인 리서치를 통해 디자인을 만들어 나가게 되는데 이때 실제의 세상에서 행해지는 실제 사용자의 행태와 환경을 이해하는 것이 필수적이다. 다른 디자인 사상과 많은 차이점을 보이는 것은 사용자로 하여금 시스템이나 기능에 맞추어 적응하게 하거나 학습하도록 유도하기보다는 특히 사용자가 무엇을 할 수 있고, 무엇을 원하고, 무엇을 할 필요가 있는지에 따른 사용자 인터페이스의 최적화를 통해 디자인 이상을 현실화하는 노력에 있다.

## 같이 보기
- 인터랙션 디자인
- 사용성
- 인포메이션 아키택처
- 디자인 리서치
- 활동 중심 디자인
- 가치 중심 디자인
- 사용자 인터페이스
- 도널드 노먼